# Kahoot!
Kahoot! és una plataforma gratuïta que permet la creació de qüestionaris d'avaluació (disponible en aplicació mòbil o versió web.) És una eina amb la qual un mestre crea concursos, en què els alumnes són els concursants, amb l'objectiu d'aprendre o reforçar l'aprenentatge.
És un joc lliure basat a aprendre jugant, com a tecnologia educativa. Llançat l'agost del 2013 a Noruega, més de 50 milions de persones juguen actualment al Kahoot! en 180 països de tot el món.

## Objectiu
L'objectiu principal del Kahoot! és proporcionar als mestres i els alumnes una plataforma útil, senzilla i accessible que els permeti aprendre jugant. Està basat en el concepte de ludificació de l'aprenentatge i es regeix per dinàmiques de joc.

## Característiques
Aquesta aplicació s'engloba dins de l'aprenentatge mòbil electrònic (aprenentatge mòbil) i de la ludificació (sovint coneguda com a gamificació), així com en «Porta el teu propi aparell», i permet a l'alumnat aprendre per mitjà del joc però fora d'un context lúdic. La idea és que l'alumnat aprengui jugant dins de l'aula per tal que l'experiència d'aprenentatge sigui més motivadora i dinàmica.

## Eines per al professorat
L'ús més corrent del Kahoot! és a l'avaluació formativa, per controlar el progrés de cada estudiant respecte a l'assoliment dels objectius d'aprenentatge, identificar forces i debilitats, identificar àrees on els estudiants es beneficien de més d'un tipus d'ensenyament, entre d'altres.
Els usuaris amb més experiència també integren els Kahoot! al seu currículum per introduir nous temes, augmentar la comprensió dels nous conceptes, fer revisions prèvies als exàmens, crear aules d'intercanvi al voltant del món, fer enquestes d'opinió, aplegar idees, facilitar la discussió o premiar els alumnes.
La majoria d'usuaris del Kahoot! són estudiants i mestres de l'escola primària i secundària, amb un ús creixent a les universitats. A l'empresa també s'utilitza Kahoot! per a la formació i iniciació del personal.

## Avantatges i desavantatges a l'aula

### Avantatges
1. Ludificació: gràcies al Kahoot! podem involucrar els alumnes en l'aprenentatge a partir del joc (motivació). A més a més, es proporcionen continguts a través d'una experiència lúdica.
2. S'obté retroacció dels alumnes en temps real.
3. Es col·labora fent més gran la comunitat de professors: hi ha la possibilitat de fer públic el Kahoot! perquè altres docents puguin fer-ne ús a les seves classes. Això permet que sorgeixi la cooperació i la col·laboració activa entre els diferents professors intercanviant idees i suggeriments.
4. Cooperació entre els alumnes: Kahoot! té la possibilitat que els alumnes participin de forma individual o col·lectivament. Això permet potenciar la cooperació i l'intercanvi de coneixements entre ells.
5. Per a totes les edats: aquesta plataforma no té límit d'edats. És a dir, la poden utilitzar des de perfils universitaris fins als més petits.
6. Per a totes les matèries: es pot fer servir en un ampli ventall de matèries i classes. Tot depèn de la creativitat del docent quan fa ús de les possibilitats que ofereix aquesta eina.
7. Usos variats: normalment Kahoot! s'utilitza per repassar continguts prèviament explicats en les aules. Però també ens pot ser útil per a: 
  - Avaluacions inicials.
  - Opinions i impressions de diverses activitats.
  - Activitats grupals.
  - Fomentar la participació.
  - Ludificar els continguts.

### Desavantatges
1. Cal connexió a Internet i dispositiu mòbil: no tots els centres educatius disposen de connexió a internet i d'ordinadors o dispositius mòbils per a tots els alumnes.
2. Inversió de temps elevat: no només en la seva preparació, sinó també en la seva execució. Per fer servir la plataforma Kahoot!, és necessari invertir-hi bastant de temps, ja que els alumnes s'han de familiaritzar amb el seu ús.[4]

## Funcionament
Per a crear un Kahoot! és necessari que el mestre es registri al web. Un cop registrat, podrà crear qüestionaris nous adaptant-los a les necessitats específiques de les seves aules i alumnes. A més, podrà disposar d'un repositori de qüestionaris creats i publicats al web per altres usuaris.
Un cop creat el qüestionari la plataforma ofereix als alumnes un codi PIN que els permet accedir al joc en una altra pàgina web que té l'objectiu d'executar el qüestionari o joc. A aquesta pàgina els alumnes hi podran accedir individualment i sincronitzats des del seu dispositiu: ordinador, tauleta o mòbil. Des d'aquests dos últims dispositius hi hauran d'accedir a través de l'aplicació.
Un cop tots els alumnes han accedit al qüestionari només es tracta de projectar a la classe les preguntes del concurs, a través de la PDI o d'un projector, mentre els alumnes a través dels seus dispositius mòbils o ordinadors contesten l'opció que creguin correcta. En finalitzar el qüestionari, cada alumne podrà saber la seva puntuació i s'establirà un rànquing de respostes i puntuacions. Aquesta puntuació no dependrà només de la quantitat de respostes correctes, sinó també de la velocitat de resposta.
El paper del mestre passa a un segon pla, perquè són els mateixos alumnes els protagonistes de la sessió educativa. Les funciona del docent es redueixen a presentar el joc, explicar-ne el funcionament, llegir les preguntes i justificar-ne les respostes en cas necessari amb l'objectiu d'aclarir possibles dubtes. Per altra banda, el mestre pot establir un sistema de recompenses per als millors del rànquing.
Finalment, l'aplicació permet al mestre exportar els resultats a una taula d'Excel o incloure'ls al Google Drive per tenir-los disponibles durant el procés d'avaluació.

## Pedagogia
La pedagogia està basada a crear un espai d'aprenentatge confinat a un bucle d'“aprenent i dirigent”.
Se suposa el comportament típic quan unim jocs i ensenyament de models. El Kahoot! crea la pedagogia d'un cicle que anima ambdós independent i col·laborativament a la recerca i creació, mentre que també faculta als aprenents a presentar i compartir el seu nou coneixement mirant amb atenció, de forma alegre i social.
L'aprenentatge més profund passa quan els aprenents consideren no només les respostes correctes a les qüestions, sinó també les respostes incorrectes. Els més creatius són animats pel seu contingut, i els més profunds entendran els temes exposats.
En un entorn d'aula, el típic "bucle d'aprenentatge" es desenvolupa de la manera següent:
- El mestre introdueix un tema que utilitza un kahoot dissenyat per incitar el debat, pensament crític i aprenentatge actiu. Ell o ella normalment suplementa el kahoot amb imatges i vídeos.
- Una vegada que el dirigent o el mestre ha introduït el tema, juguen a un kahoot dissenyat per valorar formativament, per avaluar i millorar als aprenents en la comprensió del tema.
- El mestre dirigeix la classe en altres activitats, discussions i va relacionant exàmens per consolidar el coneixement dels aprenents. Dins d'alguns casos la classe pot jugar al mateix temps múltiples exàmens dins del "Mode Fantasma" per reforçar l'aprenentatge a través de repetició.
- El mestre llavors pregunta als alumnes per crear el seu propi examen en el mateix o tema relacionat.
- Aprenentatge per recerca, reuneix i crea coneixement de contingut pertinent, i llavors crear els seus propis exàmens utilitzant aquest contingut.
- L'alumne, o grups d'alumnes, tenen el poder després de convertir-se en els líders, després de realitzar els seus companys l'examen.
- Els mestres poden avaluar la seua comprensió i qualitat basant-se en el contingut presentat, estructura del Kahoot! i com han explicat les respostes correctes al seu punt de mira.

## Orígens
Els seus tres fundadors, Johan Marca, Jamie Brooker i Morten Versvik, van desenvolupar el Kahoot! com a projecte conjunt entre Mobitroll i la Universitat noruega de Tecnologia i Ciència.
El format del qüestionari està basat en la recerca feta pel Professor Alf Inge Wang i col·legues de la Universitat de noruega de Ciència i Tecnologia (NTNU)(NTNU). La plataforma de tecnologia va ser conduïda per Morten Versvik com a part del seu grau de mestre a NTNU. La Pedagogia i l'experiència de l'usuari van ser assignades per la feina dels cofundadors Jamie Brooker i Johan Marca desenvolupat el disseny a la seva agència de conductista amb seu a Londres, Som Humans.
Kahoot! És propietat i finançat per l'equip que el va fundar i també està becat pel Consell d'Investigació de Noruega.

## Premis
- Nordic Startup Atorga 2015, Startup de l'Any.[11]
- Nordic Startup Atorga 2015, Fundador de l'Any (Johan Marca).[11]
- EdTech Europa EdTech 20, Més Innovador EdTech Empresa.[12]
- Servei Digital Que està Canviant El Món.[13]
- 100 dirigents més influents en EdTech (Johan Brand).[14]
- LAUNCHedu atorga finalista, categoria d'Educació més Alta.[15]

## Recerca i crítica
Segons una recerca feta per dos estudiants de la Universitat Noruega de Ciència i Tecnologia, el retard de xarxa (latència) en accedir a la pàgina web influeix molt en la qualitat d'experiència de la plataforma, en ambdós de forma longitudinal i a través d'estudis de secció, amb una mida de mostra. Aproximadament el 70 % de la consideració de la mida de la mostra Kahoot! Havia extret resultats positius sobre tots els nivells de retard, mentre una quantitat variable d'estudiants (entre 10-20 %) informa que la plataforma consumeix massa temps, formant una relació directa amb la duració de retard.